# Claudia Beni
Claudia Beni (Abbazia, 30 maggio 1986) è una cantante croata.
Nel 2003, da giovanissima, ha partecipato all'Eurovision Song Contest 2003 con il brano Više nisam tvoja.